# Muriel Spark
Muriel Spark, geboren als Muriel Sarah Camberg (Edinburgh, Schotland, 1 februari 1918 — Florence, Italië, 13 april 2006) was een Brits (Schots) schrijfster.

## Levensloop
Voor de Tweede Wereldoorlog vertrok zij naar het toenmalige Rhodesië (nu Zimbabwe), om daar in 1937 in het huwelijk te treden met Sydney Oswald Spark. Uit dit huwelijk werd één zoon geboren. De verbintenis liep uit op een grote mislukking, maar Muriel bleef de achternaam Spark gebruiken en refereerde in later tijden aan haar ex-echtgenoot als "S.O.S.". Tijdens de oorlogsjaren had ze een aantal baantjes als secretaresse, om er in 1944 met moeite in te slagen naar Engeland terug te keren. In Londen kwam ze in een milieu van kleine literaire tijdschriften terecht en debuteerde als schrijfster. Eind jaren 1960 verhuisde zij naar Rome, en de laatste decennia van haar leven woonde zij in Toscane in een omgebouwde 13e-eeuwse kerk. Enkele van haar latere romans spelen spelen zich af in Italië.
Muriel Sparks vader was Joods, haar moeder had de anglicaanse religie, maar Muriel kreeg geen religieuze opvoeding. In 1954 bekeerde ze zich tot het katholicisme. Daarom wordt ze vaak in een groep ingedeeld met Evelyn Waugh en Graham Greene; beide auteurs werden eveneens op latere leeftijd katholiek. Greene geldt zelfs wel als haar ontdekker, en zeker als haar beschermer: hij heeft haar in de beginjaren van haar schrijverschap geldelijk gesteund.
Zij schreef aanvankelijk literaire kritieken, gaf een biografie van Mary Shelley (de auteur van Frankenstein) in het licht, en debuteerde met het verhaal "The Seraph and the Zambesi", waarmee zij in 1950 de Observer Short Story Competition won.

## Thematiek en techniek
Muriel Spark werd onder meer bekend met romans als The Comforters (haar romandebuut, 1957); Memento Mori (waarmee ze in 1959 doorbrak), waarin een aantal bejaarden worden geplaagd met mysterieuze telefoongesprekken; en The Prime of Miss Jean Brodie (1962), over een charismatische Schotse lerares die, in de jaren 1930, tegenover haar favoriete leerlingen het fascisme prijst en dweept met Mussolini en Hitler.

### Thematiek
De romans van Spark zijn veelal uiterst licht van toon, en niet zelden gering van omvang. Daardoor zijn ze door sommige critici wel afgedaan als niemendalletjes. De huidige consensus is echter dat zij met dit oordeel sterk onderschat is.
Onder de lichtheid van haar onderwerpbehandeling gaat een zeer serieuze thematiek schuil. Enkele voorbeelden zijn:
- het fascistoïde leiderschap in The Prime of Miss Jean Brodie (1962),
- het pogen van de hoofdpersoon in The Driver's Seat (1970) om haar eigen bestaan en de eeuwigheid naar haar hand te zetten (vandaar de titel); de auteur schildert die poging af als afkeurenswaardig,
- het Watergateschandaal in The Abbess of Crewe (1974),
- het kwaad en de medeplichtigheid in Aiding and Abetting (2000), over een bestaande figuur: de van moord verdachte, voortvluchtige maar nooit gevonden Lord Lucan.

Al deze thema's hebben een sterk morele component, die veelal in verband wordt gebracht met haar religie, en op grond waarvan zij vaak met Greene is vergeleken. De katholieke thematiek speelt bij haar echter een minder prominente, meer impliciete rol.
Maar ook joodse thematiek komt aan de orde, met name in The Mandelbaum Gate (1965).

### Techniek
Werd Sparks thematiek aanvankelijk onderschat, ook over het technisch vernuft dat achter haar zeer toegankelijke stijl schuilgaat, is vaak heengelezen. Kenmerkend zijn onder meer:
- haar (aanvankelijk bovennatuurlijke) symboliek: bijvoorbeeld de raadselachtige telefonades in Memento Mori (1959);
- haar vormexperimenten: zo is The Driver's Seat (1970) wel een omgekeerde detectiveroman genoemd, die niet naar een ontknoping maar juist naar raadsels toewerkt;
- haar plaats in de postmoderne romantraditie (de roman die zichzelf thematiseert, zichzelf onderuithaalt of er met nadruk op wijst dat er een scheppende auteurshand aanwezig is, of zelfs dat een van de personages de andere creëert): zoals de typiste in Loitering with Intent (1981), die als het ware de roman zelf lijkt te typen. (De titel betekent zoveel als "moedwillig rondhangen".)

Deze aspecten hebben haar inmiddels erkenning gebracht, en ertoe geleid dat zij een van de centrale figuren in de naoorlogse Britse romantraditie is geworden.

## Oeuvre
Muriel Spark is vooral door haar romans bekend geworden. Daarnaast schreef zij toneelstukken, poëzie, korte verhalen, kinderboeken en biografieën van Mary Shelley, Emily Brontë en John Masefield. Enkele van haar werken zijn geïllustreerd door haar levensgezellin, Penelope Jardine.

## Erkenning
Vele prijzen en onderscheidingen vielen Spark ten deel, onder andere de James Tait Black Memorial Prize, de Ingersoll T.S. Eliot Award en de David Cohen-Prijs voor Britse Literatuur. Ook vele buitenlandse (Amerikaanse, Franse, Italiaanse) prijzen en eerbewijzen werden haar toegekend.
De in Engeland meest bekende prijs voor fictie, de Booker Prize, heeft zij echter nooit ontvangen.
In 1993 werd zij in de adelstand verheven: zij werd "Dame of the British Empire" (DBE) en was dus voortaan Dame Muriel Spark.

## Nederlands
Van Muriel Spark werden indertijd een aantal titels in Nederlandse vertaling uitgebracht. 
In 2019 is er een aangepaste Nederlandse vertaling verschenen van een van haar romans. The prime of miss Jean Brodie onder de titel De beste jaren van Juffrouw Brodie